# Архангельская городская дума
Архангельская городская дума — представительный орган местного самоуправления города Архангельска Архангельской области. Состоит из 30 депутатов, избираемых на срок 5 лет по смешанной избирательной системе: 15 депутатов избираются по мажоритарной системе относительно большинства на одномандатных округах, остальные 15 депутатов избираются по единому избирательному округу. Статус и полномочия городской думы определены в уставе города Архангельска.
Председателем думы с XXVI созыва является Валентина Сырова.

## История

### Российская империя
История Архангельской городской думы берёт своё начало с 1785 года, когда императрицей Екатериной II была издана Грамота на права и выгоды городам Российской империи (также известная как «Жалованная грамота городам»). Депутаты созданного органа самоуправления назывались гласными, избирались в зимние месяцы на 3 года и представляли не всё население, а лишь тех горожан, кто достиг 25 лет и чья собственность, размещённая в Архангельском городе, по имущественному цензу приносила не менее 50 рублей дохода в год. Горожан записывали в городскую обывательскую книгу, разделённую на 6 частей:
1. настоящие городовые обыватели — домовладельцы, не занимавшиеся торговлей или промышленностью;
2. купцы трёх гильдий;
3. цеховые;
4. иногородние и иностранные гости;
5. «именитые горожане» — художники, учёные с университетскими дипломами, банкиры, «капиталисты», судовладельцы, торговые оптовики и выборные чиновники;
6. посадские горожане, не внесённые в остальные части книги.

Городская дума была построена как двухуровневый парламент, первый уровень которого был городской Общей Думой. Согласно документу об избрании гласных 1796 года, Архангельск состоял из двух полицейских частей, от каждой из которых избирался один гласный. Второй уровень Думы, Шестигласная дума, был постоянно действующим органом, состоящим из 6 гласных, избираемых от каждого разряда общей Думы, и головы. Собрания Думы проходили единожды в неделю либо чаще.
Для голосования на выборах в городскую думу в определённом генерал-губернатором месте регистрировались пришедшие избиратели, получали свой балл для голосования и опускали его в одно из двух отделений («за» или «против») баллотировочных ящиков кандидатов. Результаты подсчёта баллов фиксировались в протоколе. Победителем считался набравший абсолютное число голосов кандидат.
Согласно Городовому положению 1870 года, голосование было всесословным, голосовать имел право любой горожанин, уплативший налоги на собственность и предпринимательскую деятельность. Возрастной ценз не изменялся, однако стало возможным голосовать по доверенности от имени лиц возрастом от 21 до 25 лет, а также женщин. Юридические лица получили право голосовать через своих представителей. Один человек имел право подать два голоса: один лично и один по доверенности.
По взятому из муниципального самоуправления Пруссии принципу избиратели делились на 3 группы. В первую входили горожане, платившие больше всего налогов, сумма которых в совокупности составляла ⅓ всех городских налогов. Во вторую входили горожане, платившие каждый меньше, но сумма налогов которых тоже составляла ⅓ всех городских. В третье собрание входили все остальные горожане, так же в совокупности платившие ⅓ городских налогов.

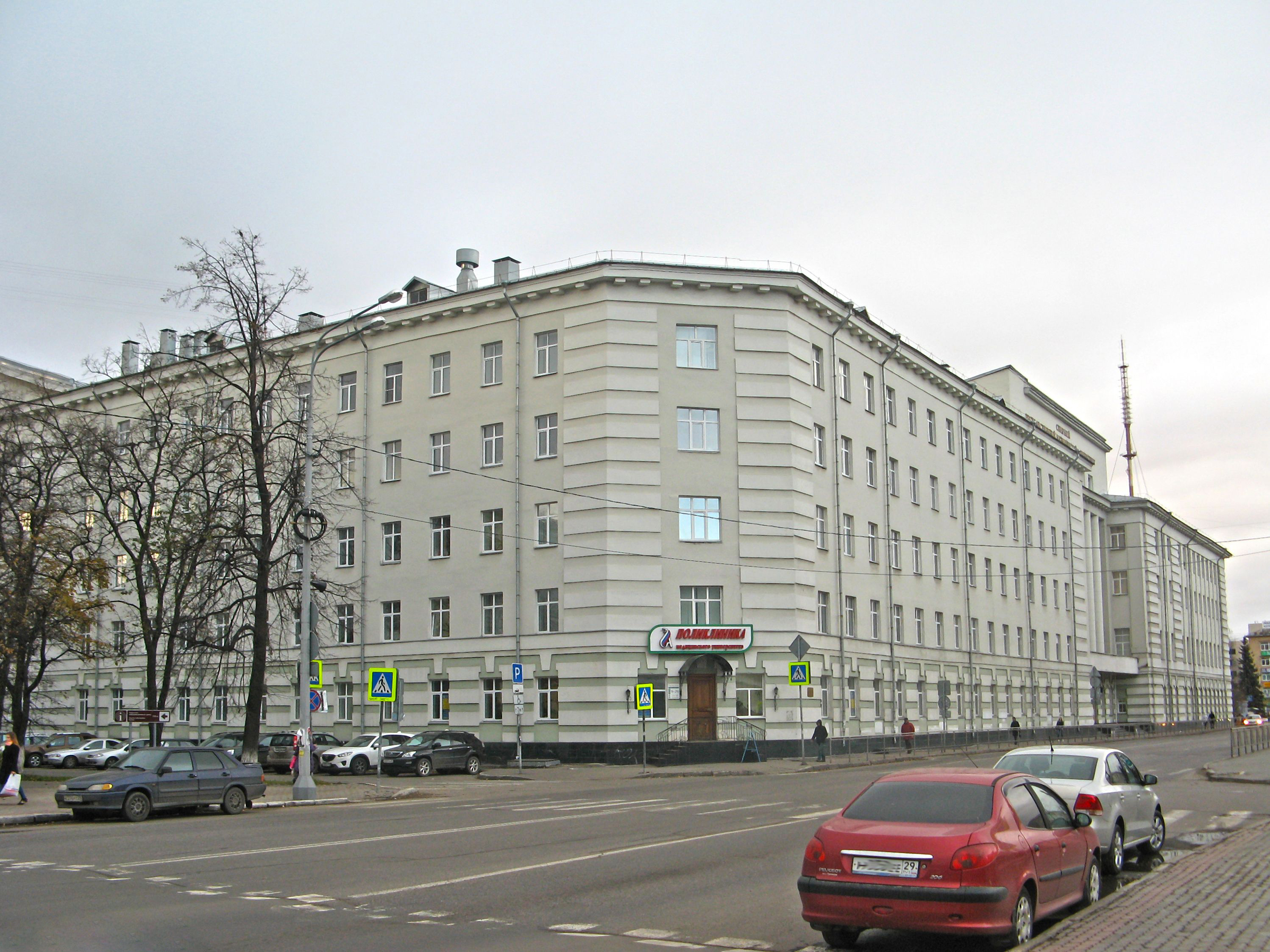
Здание, занимавшееся городской думой

Во время Российской империи городская дума располагалась в центре Архангельска, на пересечении улиц Полицейской (в настоящее время улица Свободы) и Троицкого проспекта.
Ставшее частью контрреформ Александра III новое Городовое положение 1892 года сильно изменило местное самоуправление в Архангельске. Вводился чёткий имущественный ценз в 1000-1500 рублей, оценкой стоимости имущества занималась особая комиссия. Новым сроком избрания гласных были 4 года, избирательные участки стали формироваться не по полицейскому делению города, а по закреплённым в положении нормам. Голосование считалось действительным, если избирателей явилось больше, чем число подлежащих избранию гласных и кандидатов в гласные.
В выборах не могли участвовать:
1. чиновники с должностями в губернском управлении;
2. христианские священники и церковнослужители;
3. местные чины прокурорского надзора;
4. лица с полицейскими должностями в губернии.

Женщины не имели права быть избранными в гласные Думы. Также права участия в выборах лишались:
1. состоявшие под следствием или судом лица;
2. обанкротившиеся лица;
3. состоявшие под гласным надзором в полиции лица;
4. лица, за которыми числится недоимка по сбору налогов.

В июне 1918 года по указу народного комиссара Михаила Кедрова Архангельская городская дума была ликвидирована.

### Советский период
После переворота 2 августа 1918 года Городская дума Архангельска была восстановлена, однако с победой красных над Северной областью и уходом иностранных интервентов 21 февраля 1920 года Дума была ликвидирована окончательно. 5 марта 1920 года на её место был создан Архангельский уездно-городской Совет рабочих, крестьянских и красноармейских депутатов. Было введено всеобщее избирательное право.
С 1925 года горсовет Архангельска стал иметь президиум, а в 1940 году появился  исполнительный комитет. Помимо этого, для местного самоуправления была учреждена система районных советов. В 1987 году численность депутатов этих советов достигла 730 человек: 130 в Исакогорском округе, 200 в Ломоносовском округе, 200 в Октябрьском округе и 200 в Соломбальском округе. На тот момент для признания выборов состоявшимися было необходимо преодоление 50 % порога явки.
17 марта 1991 года на местном референдуме 52 % жителей города Архангельска проголосовали за создание единого органа городского управления. 3 сентября 1991 года по итогам объединённой сессии городского и четырёх районных Советов народных депутатов был образован единый орган представительной власти — городское Собрание народных депутатов.
| Период                                       | Председатель                    |
| -------------------------------------------- | ------------------------------- |
| Председатели Архангельского уездгорисполкома |                                 |
| 08.03.1920 - 20.05.1921                      | Зинкевич Трофим Павлович        |
| 1921 - 1922                                  | Стрелков Петр Петрович          |
| Председатели Архангельского горсовета        |                                 |
| 23.09.1922 - 1924                            | Козлов Николай Кузьмич          |
| 1926 - 02.1929                               | Пономарев Иван Васильевич       |
| 1929 - 1930                                  | Петров Иван Федорович           |
| 01.06.1930 - 19.09.1931                      | Борисов Иван Павлович           |
| 1931 - 02.1932                               | Сорокин Максим Федорович        |
| 1932 - 1933                                  | Залмаев Яков Васильевич         |
| 1933 - 1934                                  | Вершинин Сергей Никифорович     |
| 1934                                         | Кожевников П.                   |
| 26.12.1934 - 12.1937                         | Басин Николай Александрович     |
| 1937 - 1939                                  | Пантин Константин Михайлович    |
| 1939 - 1940                                  | Едовин Николай Петрович         |
| Председатели Архангельского горисполкома     |                                 |
| 1940 - 11.09.1946                            | Едовин Николай Петрович         |
| 11.09.1946 - 21.07.1948                      | Алабышев Иван Павлович          |
| 21.07.1948 - 1953                            | Рачков Николай Андреевич        |
| 1953 - 05.07.1954                            | Плюснин Иван Афанасьевич        |
| 05.07.1954 - 1965                            | Рачков Николай Андреевич        |
| 1965 - 18.02.1967                            | Ткачук Ярослав Васильевич       |
| 18.02.1967 - 15.10.1970                      | Зорихин Борис Николаевич        |
| 15.10.1970 - 23.09.1975                      | Викторов Станислав Юрьевич      |
| 23.09.1975 - 27.11.1977                      | Орлов Игорь Борисович           |
| 27.11.1977 - 17.12. 1985                     | Пушкин Алексей Петрович         |
| 17.12.1985 - 16.05.1990                      | Потемкин Станислав Владимирович |

### Российская Федерация
На основании указа № 176 «О реформе местного самоуправления» от 26.10.1993 года полномочия Архангельского городского Совета депутатов были прекращены. С 1993 по 1996 год Архангельск не имел представительного органа местного самоуправления. Он был возвращён лишь в 1996 году по результатам выборов городского Совета от 10 одномандатных округов. После 20 октября 2010 года по результатам опроса горожан представительному органу было возвращено его историческое название — Архангельская городская Дума.
Выборы 2001 и 2005 годов проходили по 10 одномандатным округам по мажоритарной системе. На выборах 2005 года участвовало 218 кандидатов. На выборах 2009 года одномандатных округов было уже 30, число кандидатов составило 219.

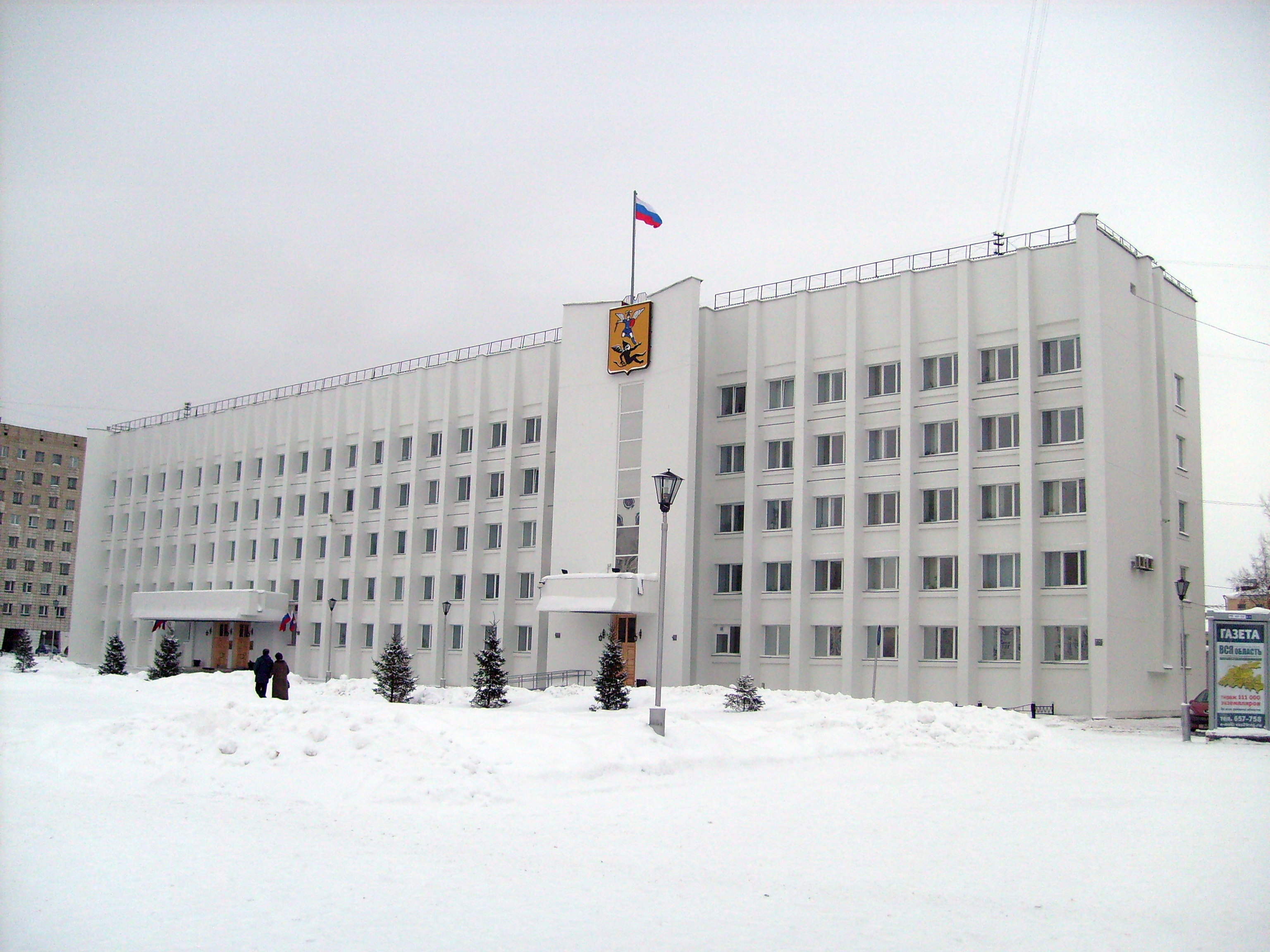

#### XXVI созыв
8 сентября 2013 года прошли первые выборы, на которых была использована смешанная избирательная система. 15 депутатов было избрано от 15 мажоритарных округов, а остальные по единому избирательному округу. В выборах участвовало 16 избирательных объединений, число кандидатов составило 519 человек.

#### XXVII созыв
XXVII созыв, действующий с 2018 по 2022 год, был избран 9 сентября 2018 года. Во время выборов в центре города прошёл протест против пенсионной реформы. По итогам выборов в городском парламенте фракция «Единой России» стала меньшинством, получив всего 11 мест. Фракция партии КПРФ составила 7 человек, по 5 человек — фракции «Справедливой России» и ЛДПР. Кроме того, было избрано 2 беспартийных кандидата. Общая численность депутатов составила 30 человек.

#### XXVIII созыв
В отличие от XXVII созыва, XXVIII был представлен подавляющим большинством депутатов от Единой России. Кроме того, по итогам выборов в городской орган самоуправления впервые прошла новая политическая партия Новые люди, пройдя проходной барьер по пропорциональной системе. 

## Полномочия
Согласно уставу Архангельска, городская Дума имеет исключительные компетенции на:
1) принятие Устава МО "Город Архангельск" и внесение в него изменений и дополнений;
2) рассмотрение и утверждение городского бюджета и отчета о его исполнении;
3) установление, изменение и отмена местных налогов и сборов в соответствии с законодательством Российской Федерации о налогах и сборах;
4) утверждение стратегии социально-экономического развития МО "Город Архангельск";
5) определение порядка управления и распоряжения имуществом, находящимся в муниципальной собственности МО "Город Архангельск";
6) определение порядка принятия решений о создании, реорганизации и ликвидации муниципальных предприятий МО "Город Архангельск", а также об установлении тарифов на услуги муниципальных предприятий и учреждений МО "Город Архангельск", выполнение работ, за исключением случаев, предусмотренных федеральными законами;
7) определение порядка участия МО "Город Архангельск" в организациях межмуниципального сотрудничества;
8) определение порядка материально-технического и организационного обеспечения деятельности органов местного самоуправления МО "Город Архангельск";
9) контроль за исполнением органами местного самоуправления и должностными лицами местного самоуправления полномочий по решению вопросов местного значения;
10) принятие решения об удалении Главы МО "Город Архангельск" в отставку;

11) утверждение правил благоустройства территории муниципального образования.
Кроме того, Дума утверждает положение о бюджетном процессе города, налоговые льготы по местным налогам и сборам, порядок присвоения звания "Почётный гражданин города Архангельска", генеральный план города и правила землепользования и застройки, официальные символы муниципального образования "Город Архангельск" и порядок предоставления, изъятия и пользования участков, находящихся в ведении органов местного самоуправления.
С 2012 года в Архангельске не проводятся прямые выборы мэра города. Вместо них, согласно уставу города, Архангельская городская дума на сессии избирает главу муниципального образования из кандидатов, предоставленных конкурсной комиссией.